# ماریو بارونی
ماریو بارونی (ایتالیایی: Mario Baroni; ۱۱ مارس ۱۹۲۷ – ۱ اوت ۱۹۹۴) دوچرخه‌سوار اهل ایتالیا بود.